# Parchi della Val di Cornia
I Parchi della Val di Cornia sono un insieme di parchi che si trova nelle province di Grosseto e di Livorno, gestiti da una società per azioni con capitale misto pubblico e privato dai comuni della val di Cornia (Campiglia Marittima, Piombino, San Vincenzo, Sassetta e Suvereto), con l'obiettivo di valorizzare e tutelare le aree di interesse archeologico e naturalistico. 

## Storia
La realizzazione del parco nasce a cavallo degli anni 70/80 del XX secolo per opera di un consorzio formato dai vari comuni della Val di Cornia, con l'inviduazione delle aree da destinare e viene formalizzato e aperto nel suo complesso nel 1993 con la creazione della "Società Parchi Val di Cornia" e completato negli anni 2000 con la realizzazione delle aree attrezzate.

## Parchi
La società gestisce i seguenti parchi:
- Parco archeologico di Baratti e Populonia e Museo archeologico del territorio di Populonia (sul lato settentrionale del promontorio di Piombino e golfo di Baratti): città etrusca di Populonia;
- Area naturale protetta di interesse locale Parco archeominerario di San Silvestro  e centro di formazione e di documentazione di Villa Lanzi: miniera di Temperino e castello medioevale di Rocca San Silvestro;
- Parco costiero della Sterpaia (costa meridionale del promontorio di Piombino sul golfo di Follonica);
- Parco naturale costiero di Rimigliano (costa tirrenica a nord del golfo di Baratti)
- Parco naturale di Montioni
- Parco forestale di Poggio Neri